# U/21 Europamesterskabet i fodbold 2006
U-21 Europamesterskabet i fodbold 2006 blev spillet på seks forskellige stadioner i Portugal fra den 23. maj til den 4. juni 2006. Turneringen blev vundet af Holland, der slog Ukraine i finalen med 3-0.

## Turneringen
Turneringen fandt sted fra den 23. maj til den 4. juni 2006 i Portugal.

### Stadioner
- Estádio Municipal de Águeda, Águeda
- Estádio Municipal de Aveiro, Aveiro
- Estádio Cidade de Barcelos, Barcelos
- Estádio Municipal de Braga, Braga
- Estádio D. Afonso Henriques, Guimarães
- Estádio do Bessa, Porto

## Gruppespil

### Gruppe A
| Hold                  | K | V | U | T | M+ | M- | MF | P |
| --------------------- | - | - | - | - | -- | -- | -- | - |
| Frankrig              | 3 | 3 | 0 | 0 | 6  | 0  | +6 | 9 |
| Serbien og Montenegro | 3 | 1 | 0 | 2 | 2  | 3  | −1 | 3 |
| Portugal              | 3 | 1 | 0 | 2 | 1  | 3  | −2 | 3 |
| Tyskland              | 3 | 1 | 0 | 2 | 1  | 4  | −3 | 3 |

| 23. maj 2006 17:15 |

| Serbien og Montenegro | 0 – 1   | Tyskland       |
| --------------------- | ------- | -------------- |
|                       | Rapport | Polanski 61' · |

| Estádio Cidade de Barcelos, Barcelos Dommer: Serge Gumienny (Belgien) |

| 23. maj 2006 19:45 |

| Portugal | 0 – 1   | Frankrig         |
| -------- | ------- | ---------------- |
|          | Rapport | Vale 41' (sm.) · |

| Estádio Municipal de Braga, Braga Dommer: Howard Webb (England) |

| 25. maj 2006 17:15 |

| Frankrig                                        | 3 – 0   | Tyskland |
| ----------------------------------------------- | ------- | -------- |
| Sinama Pongolle 45' · Gouffran 71' · Mavuba 75' | Rapport |          |

| Estádio D. Afonso Henriques, Guimarães Dommer: Alberto Undiano Mallenco (Spanien) |

| 25. maj 2006 19:45 |

| Portugal | 0 – 2   | Serbien og Montenegro                |
| -------- | ------- | ------------------------------------ |
|          | Rapport | Zé Castro 17' (sm.) · Ivanović 65' · |

| Estádio Cidade de Barcelos, Barcelos Dommer: Martin Hansson (Sverige) |

| 28. maj 2006 19:45 |

| Tyskland | 0 – 1   | Portugal         |
| -------- | ------- | ---------------- |
|          | Rapport | Moutinho 90+4' · |

| Estádio D. Afonso Henriques, Guimarães Dommer: Alon Yefet (Israel) |

| 28. maj 2006 19:45 |

| Frankrig                       | 2 – 0   | Serbien og Montenegro |
| ------------------------------ | ------- | --------------------- |
| Bergougnoux 33' · Toulalan 54' | Rapport |                       |

| Estádio Municipal de Braga, Braga Dommer: Gerald Lehner (Østrig) |

### Gruppe B
| Hold    | K | V | U | T | M+ | M- | MF | P |
| ------- | - | - | - | - | -- | -- | -- | - |
| Ukraine | 3 | 2 | 0 | 1 | 4  | 3  | +1 | 6 |
| Holland | 3 | 1 | 1 | 1 | 3  | 3  | 0  | 4 |
| Italien | 3 | 1 | 1 | 1 | 4  | 4  | 0  | 4 |
| Danmark | 3 | 0 | 2 | 1 | 5  | 6  | −1 | 2 |

| 24. maj 2006 17:15 |

| Ukraine                          | 2 – 1   | Holland         |
| -------------------------------- | ------- | --------------- |
| Milevskiy 39' (str.) · Fomin 51' | Rapport | Luirink 90+2' · |

| Estádio Municipal de Águeda, Águeda Dommer: Gerald Lehner (Østrig) |

| 24. maj 2006 19:45 |

| Italien                                   | 3 – 3   | Danmark                                      |
| ----------------------------------------- | ------- | -------------------------------------------- |
| Potenza 16' · Palladino 61' · Bianchi 90' | Rapport | Würtz 21' · Kahlenberg 33' · Andreasen 41' · |

| Estádio Municipal de Aveiro, Aveiro Dommer: Alon Yefet (Israel) |

| 26. maj 2006 17:15 |

| Danmark        | 1 – 1   | Holland         |
| -------------- | ------- | --------------- |
| Kahlenberg 48' | Rapport | Huntelaar 38' · |

| Estádio Municipal de Aveiro, Aveiro Dommer: Serge Gumienny (Belgien) |

| 26. maj 2006 19:45 |

| Italien         | 1 – 0   | Ukraine |
| --------------- | ------- | ------- |
| Chiellini 90+3' | Rapport |         |

| Estádio Municipal de Águeda, Águeda Dommer: Howard Webb (England) |

| 29. maj 2006 19:45 |

| Holland       | 1 – 0   | Italien |
| ------------- | ------- | ------- |
| de Ridder 74' | Rapport |         |

| Estádio Municipal de Aveiro, Aveiro Dommer: Martin Hansson (Sverige) |

| 29. maj 2006 19:45 |

| Danmark        | 1 – 2   | Ukraine                     |
| -------------- | ------- | --------------------------- |
| Kahlenberg 43' | Rapport | Fomin 31' · Milevskiy 84' · |

| Estádio Municipal de Águeda, Águeda Dommer: Alberto Undiano Mallenco (Spanien) |

## Slutspil

### Overblik
|  | Semifinaler           | Semifinaler |   |  | Finale          | Finale |  |
|  |                       |             |   |  |                 |        |  |
|  | 1. juni – Braga       |             |   |  |                 |        |  |
|  | Frankrig              | 2           |   |  |                 |        |  |
|  | Holland (e.f.s.)      | 3           |   |  |                 |        |  |
|  |                       |             |   |  |                 |        |  |
|  |                       |             |   |  | 4. junu – Porto |        |  |
|  |                       |             |   |  | Holland         | 3      |  |
|  |                       | Ukraine     | 0 |  |                 |        |  |
|  |                       |             |   |  |                 |        |  |
|  |                       |             |   |  |                 |        |  |
|  |                       |             |   |  |                 |        |  |
|  | 1. juni – Aveiro      |             |   |  |                 |        |  |
|  | Ukraine (s)           | 0 (5)       |   |  |                 |        |  |
|  | Serbien og Montenegro | 0 (4)       |   |  |                 |        |  |

### Semifinaler
| 1. juni 2006 17:15 |

| Frankrig                      | 2 – 3 (e.f.s.) | Holland                         |
| ----------------------------- | -------------- | ------------------------------- |
| Faubert 51' · Bergougnoux 85' | Rapport        | Hofs 6', 107' · Huntelaar 38' · |

| Estádio Municipal de Braga, Braga Dommer: Alberto Undiano Mallenco (Spanien) |

| 1. juni 2006 19:45 |

| Ukraine | 0 – 0   | Serbien og Montenegro |
| ------- | ------- | --------------------- |
|         | Rapport |                       |

| Estádio Municipal de Aveiro, Aveiro Dommer: Howard Webb (England) |

|                                                  |       | Straffesparkskonkurrence                         |  |
| Aliyev Fomin Chygrynskiy Hodin Yatsenko Maksymov | 5 – 4 | Janković Milijaš Milovanović Basta Lomić Purović |  |

### Finale
| 4. juni 2006 19:45 |

| Holland                                | 3 – 0   | Ukraine |
| -------------------------------------- | ------- | ------- |
| Huntelaar 11', 43' (str.) · Hofs 90+4' | Rapport |         |

| Estádio do Bessa, Porto Dommer: Martin Hansson (Sverige) |

| HOLLAND:      |    |                     |     |     |
|               |    |                     |     |     |
|               | 1  | Kenneth Vermeer     |     |     |
|               | 3  | Gijs Luirink        |     |     |
|               | 5  | Urby Emanuelson     |     |     |
|               | 6  | Stijn Schaars       |     |     |
|               | 7  | Romeo Castelen      |     | 69' |
|               | 8  | Nicky Hofs          |     |     |
|               | 9  | Klaas Jan Huntelaar |     |     |
|               | 10 | Ismaïl Aissati      |     | 78' |
|               | 16 | Dwight Tiendalli    |     |     |
|               | 17 | Ron Vlaar           | 74' |     |
|               | 20 | Demy de Zeeuw       |     |     |
| Udskiftere:   |    |                     |     |     |
|               | 11 | Daniël de Ridder    |     | 69' |
|               | 4  | Ramon Zomer         |     | 78' |
| Træner:       |    |                     |     |     |
| Foppe de Haan |    |                     |     |     |

| UKRAINE:              |    |                     |          |     |
|                       |    |                     |          |     |
|                       | 1  | Andriy Pyatov       |          |     |
|                       | 2  | Oleksandr Romanchuk | 26', 77' |     |
|                       | 5  | Oleksandr Yatsenko  | 42'      |     |
|                       | 6  | Dmytro Chygrynskiy  |          |     |
|                       | 10 | Artem Milevskiy     |          |     |
|                       | 11 | Ruslan Fomin        |          | 46' |
|                       | 14 | Yevhen Cheberyachko |          |     |
|                       | 15 | Hryhoriy Yarmash    | 38'      |     |
|                       | 17 | Taras Mykhalyk      |          |     |
|                       | 18 | Oleksiy Hodin       |          | 46' |
|                       | 19 | Oleksandr Maksymov  |          |     |
| Udskiftere:           |    |                     |          |     |
|                       | 7  | Maksym Feshchuk     | 59'      | 46' |
|                       | 8  | Oleksandr Aliyev    |          | 46' |
| Træner:               |    |                     |          |     |
| Alexei Mikhailichenko |    |                     |          |     |

| Linjedommere: Fredrik Nilsson (Sverige) Roger East (England) Fjerdedommer: Howard Webb (England) |

## Målscorere
| 4 mål - Klaas Jan Huntelaar 3 mål - Thomas Kahlenberg - Nicky Hofs 2 mål - Bryan Bergougnoux - Ruslan Fomin - Artem Milevskiy 1 mål - Leon Andreasen - Rasmus Würtz - Julien Faubert - Yoan Gouffran - Rio Mavuba - Florent Sinama Pongolle - Jérémy Toulalan | 1 mål, fortsat - Eugen Polanski - Rolando Bianchi - Giorgio Chiellini - Raffaele Palladino - Alessandro Potenza - Gijs Luirink - Daniël de Ridder - João Moutinho - Branislav Ivanović Selvmål - Bruno Vale (for Frankrig) - Zé Castro (for Serbien og Montenegro) |